# Edward Penfield
Edward Penfield (1866-1925) est un dessinateur américain, un illustrateur et graphiste considéré comme étant le père de l'affiche américaine. La Society of Illustrators (en) le place parmi les plus importants graphistes américains du XXe siècle.

## Biographie
Edward est né le 2 juin 1866 à Brooklyn, ses parents sont Ellen Lock Moore et Josiah B. Penfield. Il devient étudiant à l'Art Students League of New York. Il suit les cours de George de Forest Brush (1855-1941), peintre réputé pour ses grandes compositions romantiques représentant des scènes amérindiennes.
Edward Penfield décroche d'abord un contrat pour le Harper's Weekly pour lequel il produit des caricatures ; plus tard il est nommé directeur artistique du périodique. L'éditeur Harper lui commande à partir de 1893 une série d'affiches mensuelles pour promouvoir le Harper's Magazine, support où il exprime un style très singulier, composant des scènes sans fioritures à partir de figures détourées de noir. Il a également conçu des affiches pour une quinzaine de livres publiés par Harper and Brothers, parmi lesquels People we Pass : Stories of Life among the Masses of New York City de Julian Ralph. En 1896, il publie sans doute son premier album, Posters in Miniature (New York, Russel & Sons) dans la préface duquel il en appelle à un peu plus de frivolité et de légèreté dans le graphisme. 
Avant la guerre, il entreprend une série de voyages en Europe d'où il rapporte de nombreux dessins. En 1907, il publie un album, Holland Sketches, chez Scribner's, puis en 1911, un album sur l'Espagne.
Penfield a vécu une grande partie de sa vie à New Rochelle (État de New York), une ville qui à cette époque regroupe une colonie de créateurs et d'acteurs. Cette communauté devient le vivier d'un certain nombre d'illustrateurs importants. En 1912, Penfield participe à la fondation de la New Rochelle Art Association (en).
Il meurt le 8 février 1925 à New York.

## Le style Penfield
On peut rattacher Penfield à l'Art nouveau : en effet, il a produit un travail graphique aux États-Unis équivalent aux productions d'artistes européens comme Mucha, Steinlen ou Toulouse-Lautrec, qui ont inventé l'art de l'affiche à la fin du XIXe siècle.
S'étant inspiré à l'origine de sarcophages égyptiens conservés au Metropolitan Museum of Art, cet artiste est aujourd'hui réputé pour ses affiches qui obéissent à une technique très efficace en termes de visibilité. Elles présentent la particularité de figurer un large motif, net et clair, qui peut être vu à bonne distance. Il a recours à des formes simples et à une palette limitée de couleurs disposées en aplats aux cernes bien marqués, qu'il agence en fonction des techniques de reproduction en vigueur à cette époque (lithographie, zincographie). Les affiches de la période 1893-1899 constituent de véritables petits tableaux qui mettent en scène la société chic et sportive de l'East Coast, non sans humour,.

### Choix d'affiches
Cette suite d'affiches destinées à promouvoir le Harper's Magazine permet de voir l'évolution du style de Penfield entre 1894 et 1899 :

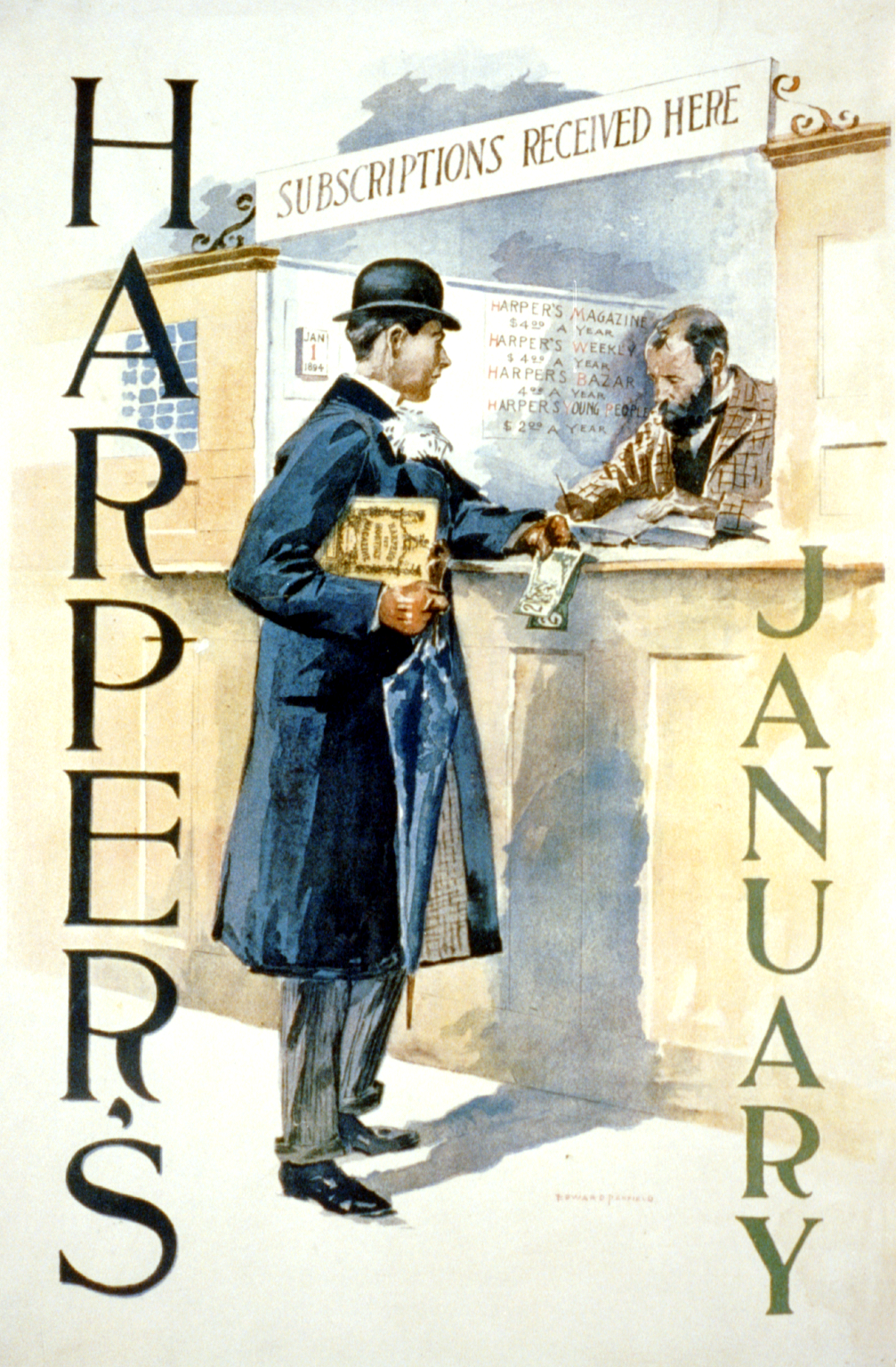
Janvier 1894
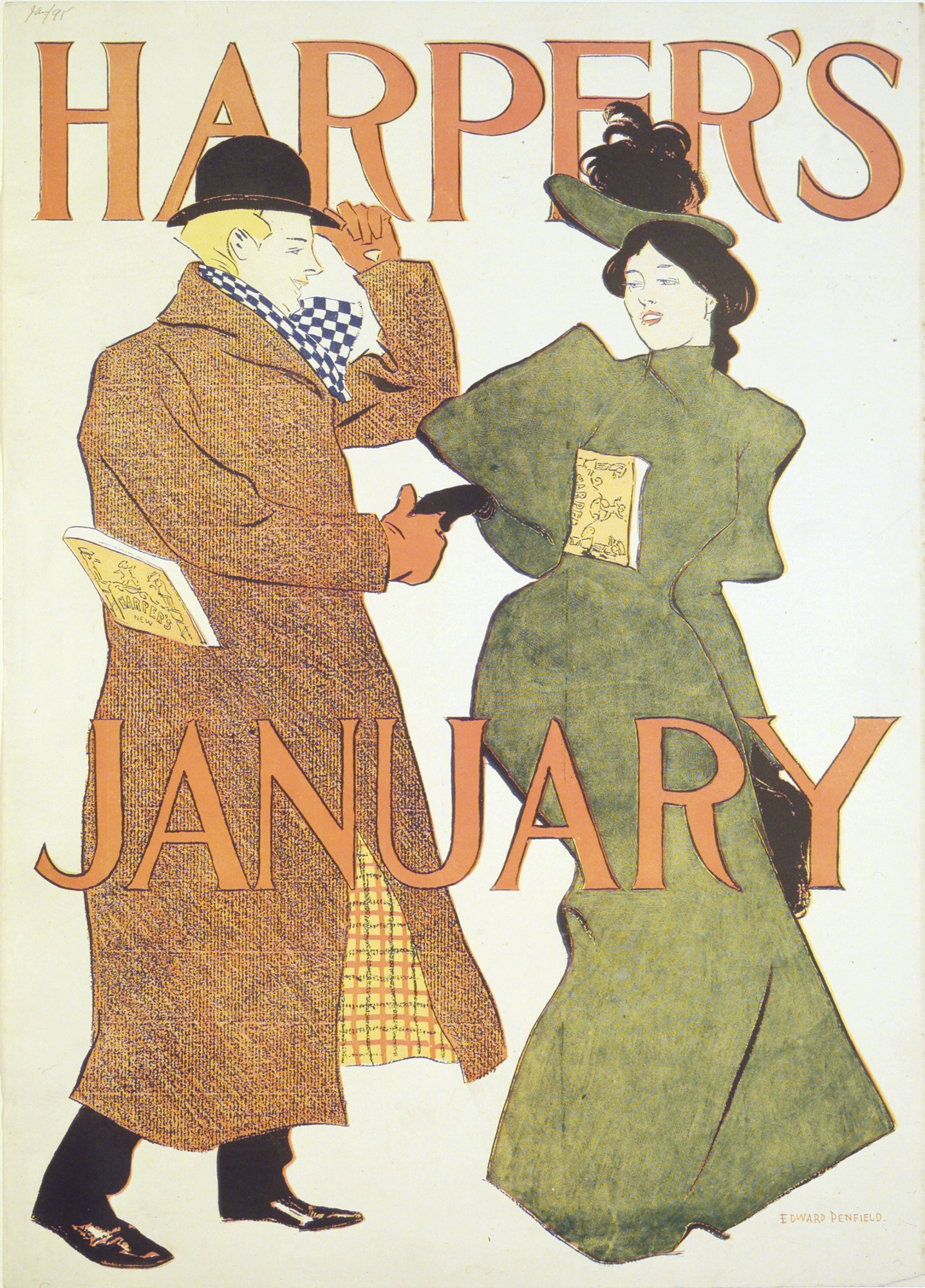
Janvier 1895
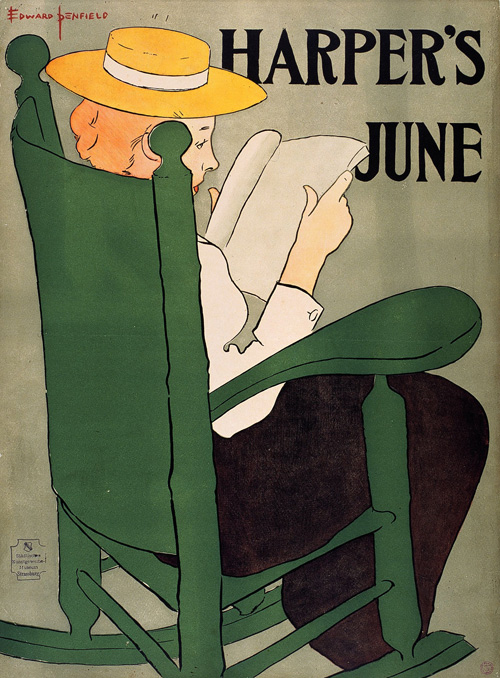
Juin 1896
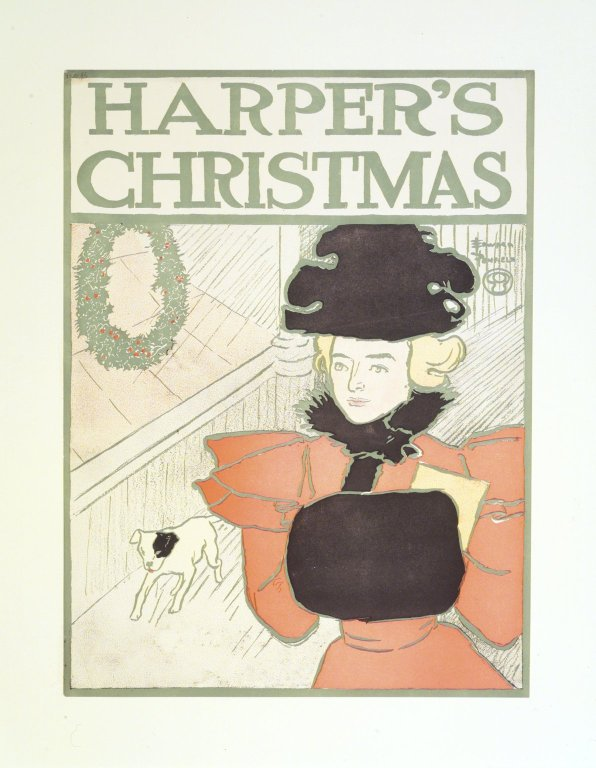
Décembre 1896
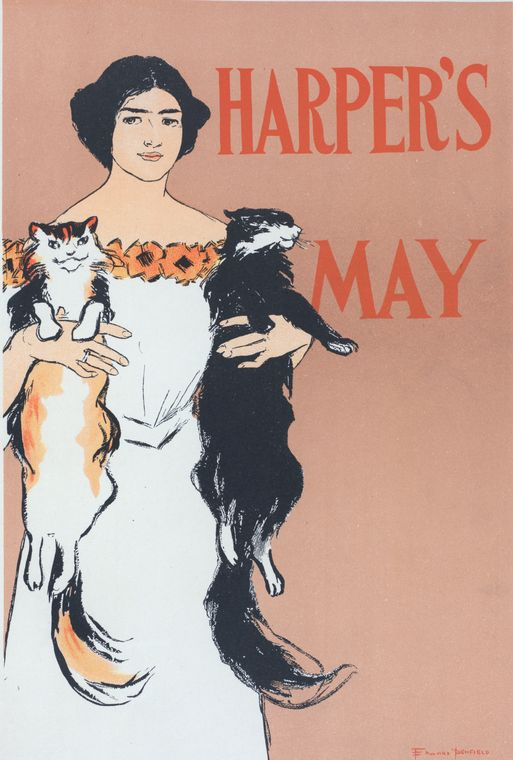
Mai 1897
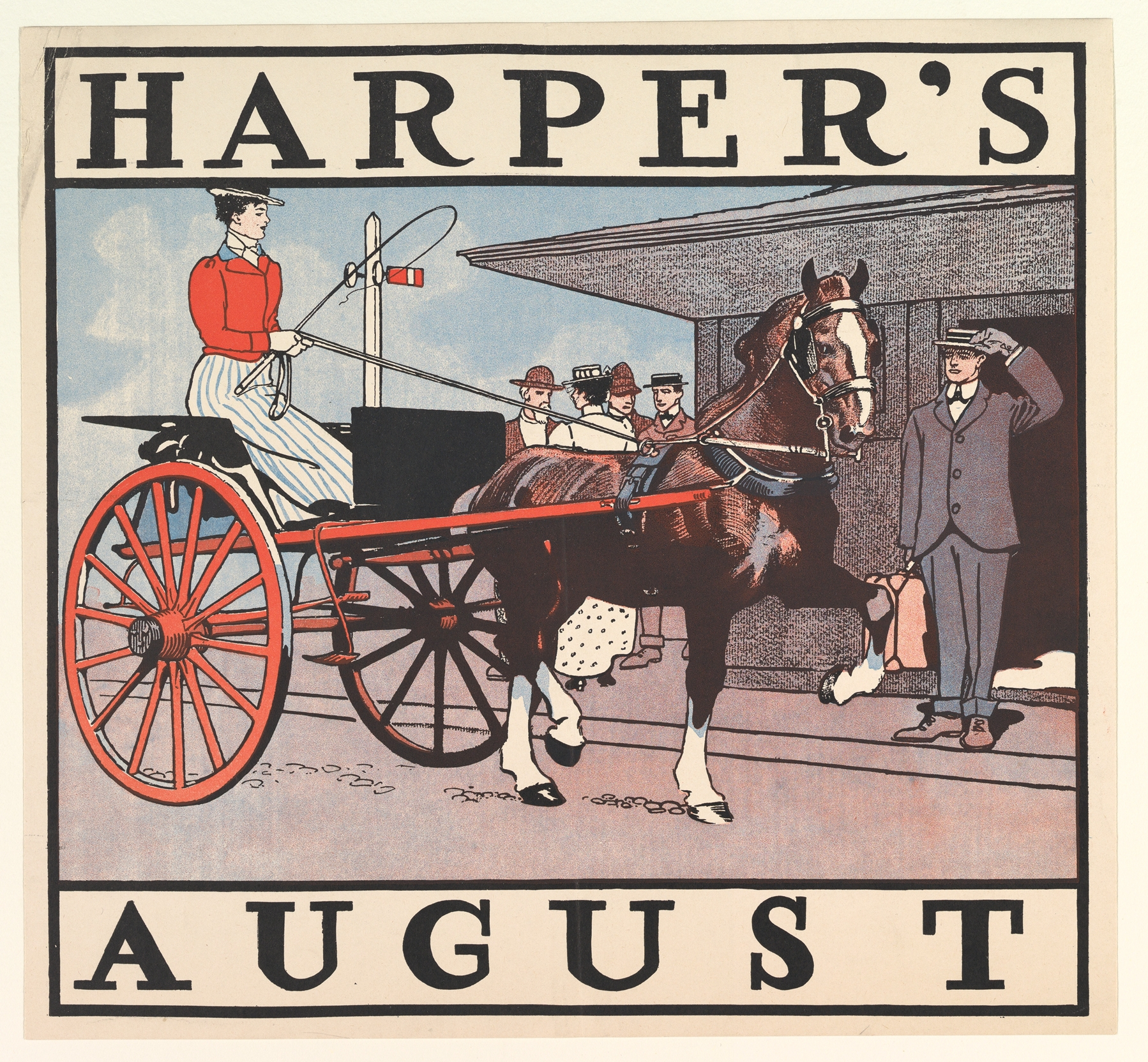
Août 1899

### Autres travaux
- Aetna Dynamite, 1895
- Orient Cycles, affiche, 1895
- Ride a Stearns and Be Content, affiche, 1896
- Poster Calendar, calendrier, 1897
- Golf Calendar, 1899
- The Northampton Cycles, affiche, 1900
- Stencil Calendar, 1904
- Automobile Calendar, 1906-1907

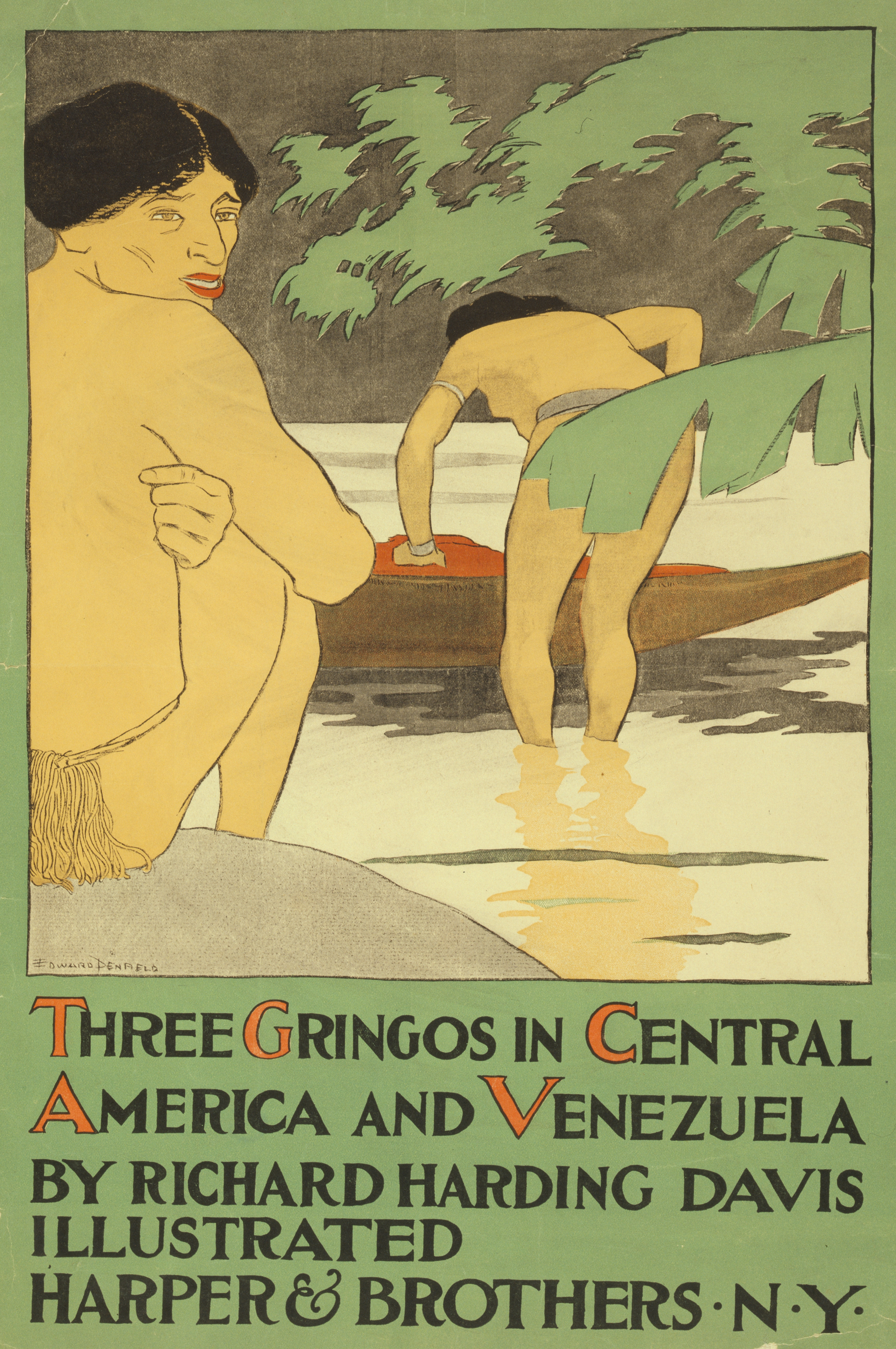
Couverture du livre Three Gringos de Richard Harding Davis, 1896
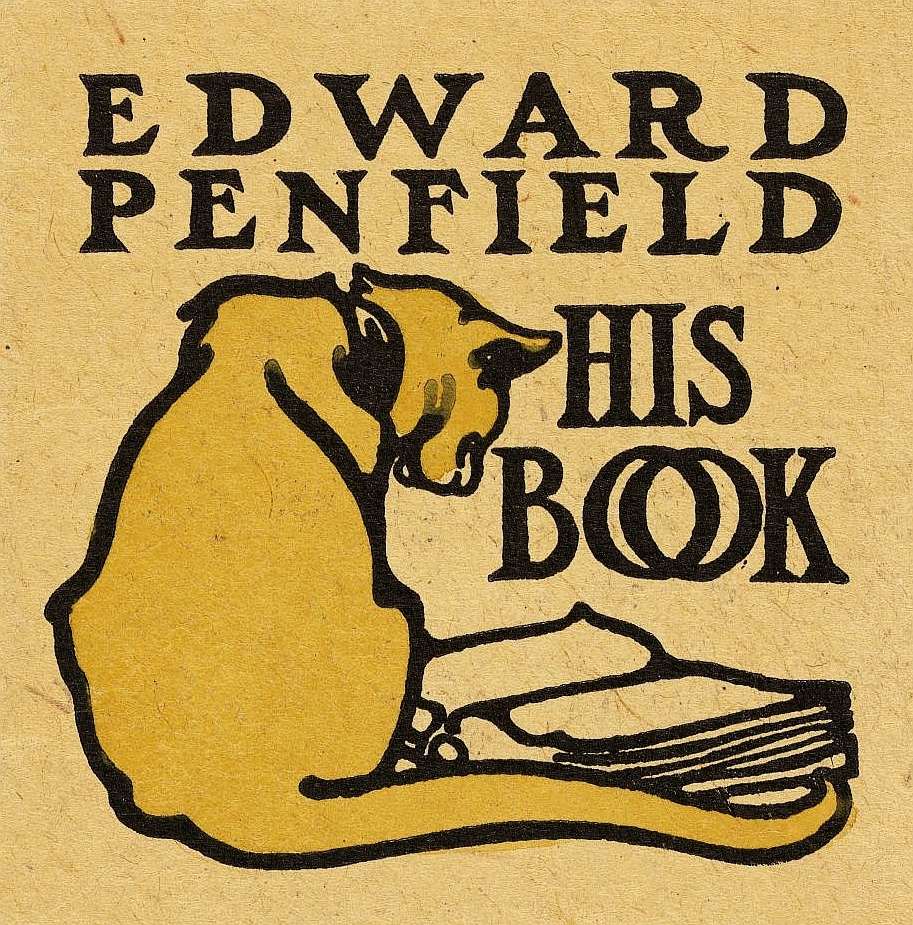
Ex-libris de Penfield
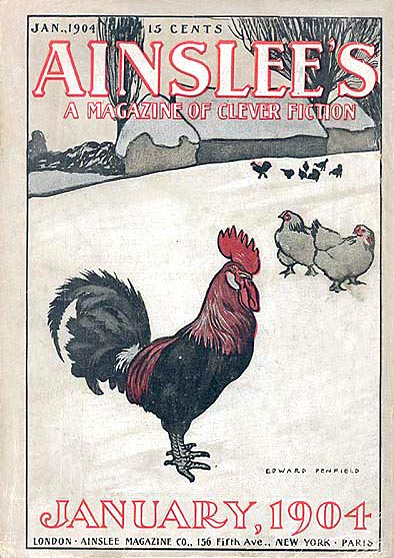
Couverture du magazine Ainslee's, janvier 1904
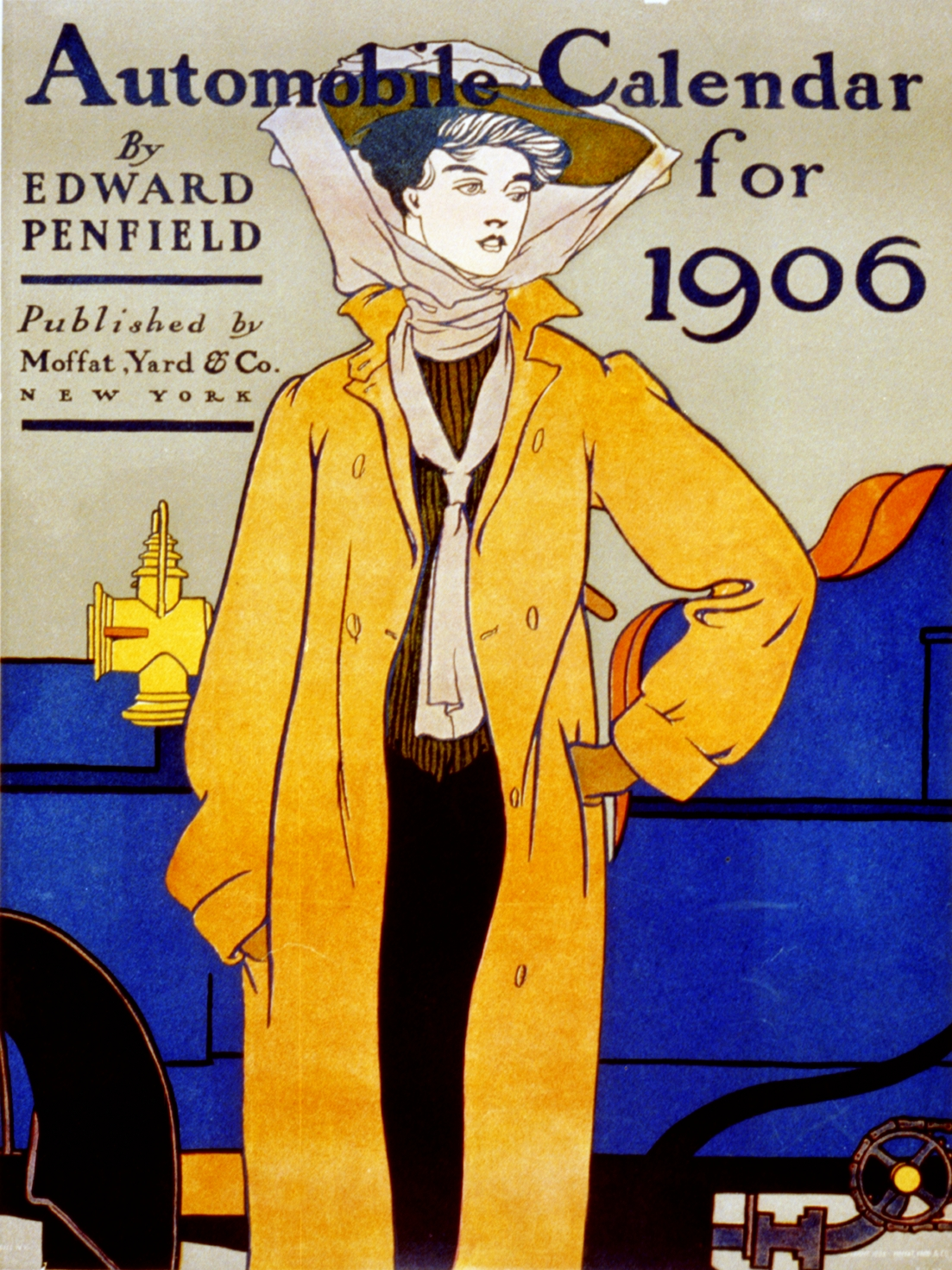
Automobile Calendar, affiche, 1906